# Angelo Schiavio

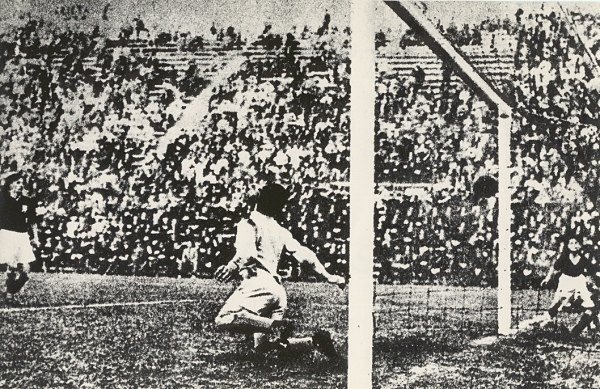
Schiavios Siegtreffer gegen František Plánička beim Finalerfolg der Italiener über die Tschechoslowakei bei der WM 1934

Angelo Schiavio (* 15. Oktober 1905 in Bologna, Italien; † 17. April 1990 ebenda) war ein italienischer Fußballspieler.

## Karriere
Schiavio spielte seine gesamte Karriere von 1922 bis 1938 beim FC Bologna und erzielte in 179 Einsätzen in der Serie A 109 Tore, 1931/32 wurde er Torschützenkönig in der Serie A. Während seiner Karriere gewann er insgesamt vier Mal die italienische Meisterschaft. In den Spielzeiten 1924/25, 1928/29, 1935/36 und 1936/37 konnte der Scudetto errungen werden. 1932 und 1934 gewann er mit dem Verein auch den Mitropapokal. Insgesamt absolvierte Schiavio in seiner Laufbahn 342 Ligaspiele für den FC Bologna und erzielte 244 Tore.
Am 4. November 1925 wurde Schiavio erstmals in die italienische Fußballnationalmannschaft berufen. Bei der Fußball-Weltmeisterschaft 1934 in Italien wurde er unter Vittorio Pozzo Weltmeister. Außerdem belegte er mit vier Treffern zusammen mit Edmund Conen hinter Oldřich Nejedlý den zweiten Platz in der Torschützenliste. Nach Abschluss der Weltmeisterschaft trat er aus der Nationalmannschaft zurück. Insgesamt bestritt er 21 Länderspiele und erzielte dabei 15 Tore.

## Erfolge

### Im Verein
- Italienische Meisterschaft: 1924/25, 1928/29, 1935/36, 1936/37

- Mitropapokal: 1932, 1934 (mit dem FC Bologna)

### In der Nationalmannschaft
- Bronzemedaille bei den Olympischen Sommerspielen: 1928
- Weltmeister: 1934
- Europapokal der Nationalmannschaften: 1927–1930, 1933–1935

### Individuell
- Capocannoniere der Serie A: 1931/32 (25 Tore)